# Platorchestia platensis
Platorchestia platensis är en kräftdjursart som först beskrevs av Henrik Nikolai Krøyer 1845.  Platorchestia platensis ingår i släktet Platorchestia och familjen tångloppor. Arten är reproducerande i Sverige. Inga underarter finns listade i Catalogue of Life.